# Medma
Medma o Mesma (Greco: Μέδμη, Stef. B.; Μέδμα, Strabone, Scymn. Ch.; ma Μέσμα sulle monete e perciò anche in Apollodoro, citato da Stef. B.; Scilace riporta Μέσα, evidentemente una corruzione di Μέσμα), è un'antica città magno-greca del sud Italia, sulla costa occidentale della penisola bruzia (ora chiamata Calabria), tra Hipponion (anche Hipponium) e la foce del Metauro (oggi Petrace) (Strab. vi. p. 256; Scil. p. 4. § 12.).

## Storia

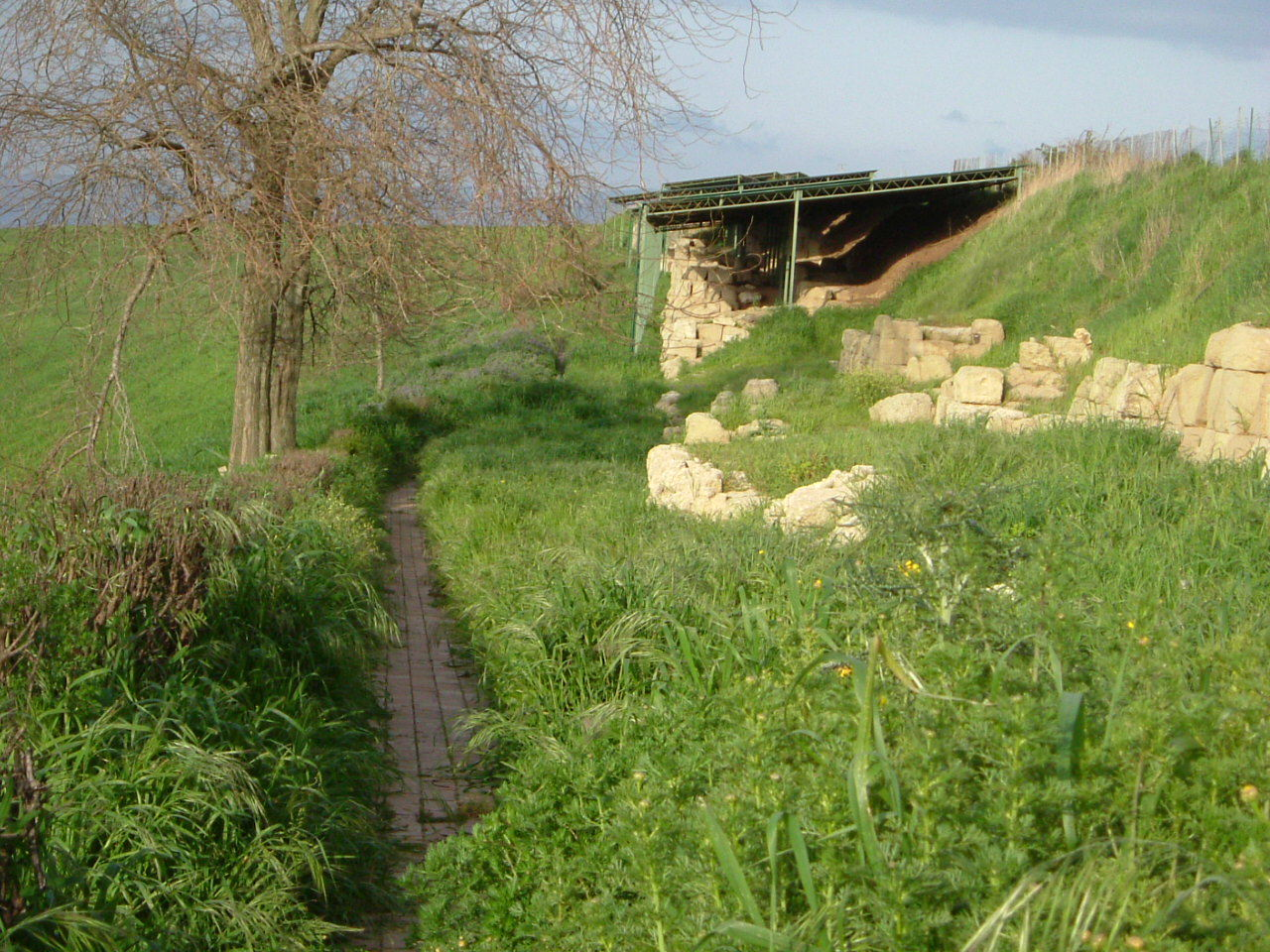
Mura greche di Hipponion

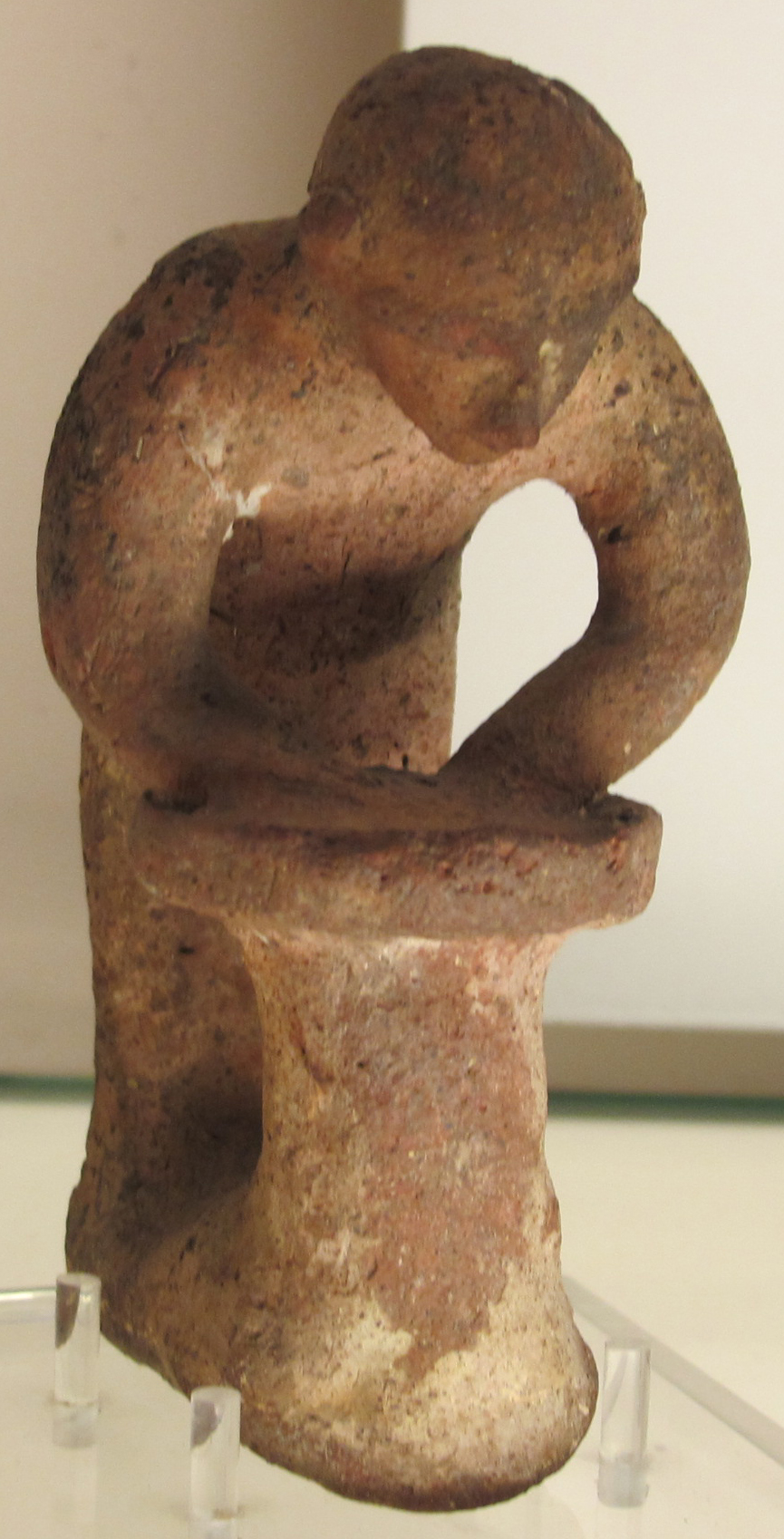
Figurina di una donna che fa il pane, da Medma, 490 a.C. ca. (British Museum)

Alla fine del VI secolo a.C., la città sconfisse in battaglia Crotone con l'aiuto di Hipponion e Locri: la notizia è riportata su uno scudo con incisa una dedica ritrovato a Olimpia, è da sottolineare che Hipponion ricopre il primo posto sull'incisione di certo per la principalità avuta nello scontro. Inizialmente si era supposto che lo scudo fosse un trofeo della battaglia della Sagra, ma la differente collocazione cronologica di questo evento rispetto alla datazione dello scudo e il fatto che le fonti non riportino Medma e Hipponion nella battaglia della Sagra, mentre nella dedica Hipponion occupa il ruolo principale, ha fatto cadere tale teoria. Altre fonti ci riferiscono che Medma era una colonia fondata da Locri nel VI secolo a.C. ne distava meno di un giorno di cammino e sembra che tragga il suo nome da una fonte sita nelle vicinanze (Strab. l. c.; Scimn. Ch. 308; Stef. B. s. v.). Lo scudo infatti è della fine del VI secolo a.C., sembra riferibile piuttosto a una battaglia non ricordata dalle fonti, inquadrabile probabilmente in un periodo di poco successivo allo scontro fra Sibari e Crotone, avvenuto nel 510 a.C. Nel 422 a.C. Tucidide riporta la notizia di uno scontro di Hipponiati e Medmei contro la propria madrepatria Locri Epizefiri, inteso fino a poco tempo fa come una sorta di ribellione delle sub-colonie contro Locri, ma in realtà i ritrovamenti archeologici attestano che Hipponion dovette essere autonoma fin dall'inizio: i ricchi doni votivi dell'area sacra in località Scrimbia attestano infatti la presenza di una ricca classe aristocratica che aveva il controllo della città sin dall'età arcaica, ciò fa comprendere come l'organizzazione sociale di Locri fosse analoga a quella di Hipponion e Medma quindi non subordinata a quella della città madre.
È in ogni caso probabile che i Medimnaeans (Μεδιμναῖοι) deportati dopo essere stata sconfitti da Dionisio nel 396 a.C. a Messana (anche detta Zancle, l'attuale Messina) per ripopolarla, il che è riportato da Diodoro, fossero dei medmei, e che quindi il passo in questione andrebbe letto Μεδμαῖοι (Diod. xiv. 78.). In ogni caso la città successivamente si risollevò, infatti sono presenti delle monete coniate nel IV secolo a.C. con l'incisione “Mesma”. Non essendo mai stato un centro importante sembra che Medma sia sopravvissuta alla caduta di molte città della Magna Grecia più importanti ed è riportata come una città ancora esistente da Strabone e da Plinio il vecchio (Strab. l. c.; Plin. iii. 5. s. 10.). Il nome non è però presente in Tolomeo e non vi sono tracce successive della sua scomparsa. Sempre Strabone riporta che la città fosse situata in un piccolo retroterra e che avesse un porto o un emporio nei pressi della spiaggia. Nel 1595 Abramo Ortelio pubblicò una carta storica del regno dei Morgeti, inserendo Medema e Emporum Medeme.
Un altro segno dell'indipendenza di Hipponion è dato anche dallo scudo di Olimpia, dal quale si evince che fu Hipponion la città che guidò una guerra contro Crotone e dallo stesso Tucidide che definisce gli Hipponiati come "homoroi" (confinanti) dei Locresi. Probabilmente ci furono dei legami di tipo federale fra Locri, Hipponion e Medma secondo il quale in caso di guerra una polis poteva richiedere l'ausilio delle altre due, e forse per una richiesta troppo pesante da parte dei Locresi in questa lega, originò nel 422 a.C., lo scontro. Un'altra ipotesi è che il toponimo provenga dalla lingua delle popolazioni autoctone e che abbia il significato di città di confine. È possibile che entrambe le ipotesi siano fondate, poiché la fonte in questione dà origine all'attuale fiume Mésima, che deriverebbe appunto il suo nome antico dal termine indigeno per 'confine'. Comunque, sebbene spesso riportata tra le città greche di questa parte d'Italia non sembra aver raggiunto una particolare importanza o potere.
La cittadina, che dalle sue dimensioni poteva ospitare una popolazione superiore ai quattromila abitanti, si trovava su quello che è attualmente il terrazzo di Pian delle Vigne (sito nel comune di Rosarno). Nel perimetro compreso tra il Bellavista del Rione Ospizio, l'attuale cimitero, la contrada Pomaro e la zona "Ospedale" sorgevano le case, i laboratori artigianali, i negozi e i templi.
È probabile che la popolazione medmea si sia trasferita a Nicotera, il cui nome è presente nell'Itinerario antonino (pp. 106, 111), e che fu probabilmente fondata dai medmei dopo il declino di Medma.

## Fonti storiche
Di Medma ci danno notizia diversi autori tra i quali:
- Ecateo di Mileto, riportato da Stefano Bizantino, la ricorda come città consacrata alla ninfa Medma;
- Strabone (VI, I, 5) ne parla insieme ad Hipponion come di città omonima ad una grande fonte;
- Lo Pseudo Scimno scrive che i Locresi colonizzarono Hipponion e Medma;
- Tucidide narra che i Locresi stipularono, nel 422 a.C., un accordo con l'ateniese Feace mentre erano in guerra con gli Hipponiati e Medmei, confinanti e coloni della stessa Locri;
- Diodoro Siculo narra che Medma venne conquistata nel 393 a.C. da Dionisio, tiranno di Siracusa, il quale destinò 4000 Medmei insieme a 1000 Locresi a ripopolare Messina distrutta pochi anni prima dai Cartaginesi.

L'Attestazione epigrafica più antica di Medma, finora rinvenuta, ci proviene da uno scudo di bronzo che è stato rinvenuto nel 1938 nel santuario greco di Olimpia (uno dei santuari più famosi dell'antichità). Su questo scudo vi è un'iscrizione, facilmente integrabile, in cui si legge che gli Hipponiati alleati con i Medmei e i Locresi di Lokroi Epizephyrioi, hanno sconfitto gli abitanti di Crotone.
Inoltre, in questo contesto, non possiamo fare a meno di ricordare che l'unico Medmeo antico, di cui conosciamo il nome, è Filippo di Medma, discepolo, amico e segretario personale di Platone (del quale ha curato le opere postume), oltre che autore di un'opera dal titolo Intorno ai venti, come afferma Alessandro Afrodisiaco nel commento alle Meteore di Aristotele.

## Resti archeologici
Il sito archeologico è situato presso Rosarno. Il toponimo Mésima è ancora usato per il fiume che sfocia nel mare a poca distanza da Nicotera.
Nel corso del XIX secolo furono eseguiti numerosi scavi archeologici a Rosarno per conto del conte vibonese Vito Capialbi, del vescovo di Mileto Filippo Mincione e degli antiquari tedeschi Merz e Major di Taormina.
Gli scavi vennero proseguiti con maggior fortuna dall'archeologo Paolo Orsi e si concentrarono in due distinte fasi, dal 1912 al 1914, su pian delle Vigne e sulla collina di Nolio Carozzo. Gli scavi servirono anche a dimostrare in maniera conclusiva la reale posizione di Medma che fino ad allora era oggetto di discussione tra l'ipotesi rosarnese e quella nicoterese. Vasto fu il materiale riportato alla luce da questi scavi.
Lo stesso Orsi comunque in successive campagna di scavo lasciò intendere che sul sito dell'attuale Marina di Nicotera potesse esservi allocato il porto - emporion di Medma stessa data la felice posizione geografica riparata dai venti.
Due piccoli altari in terracotta di fine V secolo a.C. provenienti dall’antica città magno-greca di Medma che raffigurano il mito di Adone furono probabilmente trafugati e sono oggi conservati nel Getty Museum di Los Angeles.
La svolta decisiva è stata realizzata dall'amministrazione guidata dal sindaco Giuseppe Lavorato che ha ingaggiato una battaglia per la salvaguardia del patrimonio attaccato dall'espansione edilizia. Lo sforzo è stato coronato dal successo poiché ha portato all'acquisizione del patrimonio dello Stato di circa 13 ettari trasformati in parco, l'istituzione di una scuola archeologica in collaborazione con Università e Provincia di Reggio, mentre la delimitazione nel Prg poneva le basi per interventi pianificati. Proprio alla scadenza del suo mandato, dopo cent'anni di vane ricerche, nell'area del campo sportivo, sono affiorate le fondazioni di una serie di edifici sacri e depositi di materiali che hanno portato al VII secolo a.C. le origini della città di Medma. 

## Museo
Un museo archeologico che raccoglie i reperti più importanti dell'antica Medma, la città magno greca del V-IV secolo a.C. è stato inaugurato domenica 6 aprile 2014 nella cittadina calabrese di Rosarno alla presenza, tra gli altri di Salvatore Settis, archeologo di fama mondiale, professore emerito della scuola 'Normale' superiore di Pisa e presidente del Consiglio Scientifico del Museo del Louvre di Parigi.